# Championnats du monde de tennis de table 1999
Navigation
Édition précédente Édition suivante
Les championnats du monde de tennis de table 1999 ont eu lieu à Eindhoven aux Pays-Bas.
Cinq épreuves de tennis de table figuraient au programme en individuel et en double : deux masculines, deux féminines et une mixte.

## Liste desépreuves
Les 5 épreuves se sont déroulées du 2 au 8 août 1999.
- Simple masculin
- Simple féminin
- Double masculin
- Double féminin
- Double mixte

## Résultats
Toutes les médailles d'or ont été remportées par les Chinois, seules quelques médailles leurs échappent. Wang Liqin reprend son titre perdu en 2003 à Paris, et chez les dames Zhang Yining s'impose devant sa compatriote Guo Yan.
|                 | Or                        | Argent             | Bronze                                                       |
| --------------- | ------------------------- | ------------------ | ------------------------------------------------------------ |
| Simple masculin | Liu Guoliang              | Ma Lin             | Werner Schlager Jan-Ove Waldner                              |
| Double masculin | Kong Linghui/Liu Guoliang | Wang Liqin/Yan Sen | Zoran Primorac/Vladimir Samsonov Sang Joon Park/Kim Taek-soo |
| Simple féminin  | Wang Nan                  | Zhang Yining       | Ryu Ji-hae Li Nan                                            |
| Double féminin  | Li Ju/Wang Nan            | Yang Ying/Sun Jin  | Zhang Yining/Yingying Zhang Park Hae-jung/Kim Moo-kyo        |
| Double mixte    | Ma Lin/Zhang Yingying     | Feng Zhe/Sun Jin   | Wang Liqin/Wang Nan Qin Zhijian/Yang Ying                    |